# Bolt
Bolt (bra: Bolt - Supercão; prt: Bolt) é um filme de animação estadunidense de 2008, dos gêneros comédia e aventura, dirigido por Chris Williams e Byron Howard.
É o 48.º filme longa-metragem de animação produzido pela Walt Disney Animation Studios.[carece de fontes?]

## Prêmios e indicações
| Prêmio             | Categoria                | Recipiente                                           | Resultado |
| ------------------ | ------------------------ | ---------------------------------------------------- | --------- |
| Oscar 2009         | Melhor filme de animação | Melhor filme de animação                             | Indicado  |
| Globo de Ouro 2009 | Melhor canção original   | Miley Cyrus, Jeffrey Steele ("I Thought I Lost You") | Indicado  |
| Globo de Ouro 2009 | Melhor filme de animação | Melhor filme de animação                             | Indicado  |

## Elenco (vozes)
| Personagem   | Original         | Brasil              |
| ------------ | ---------------- | ------------------- |
| Bolt         | John Travolta    | Mário Jorge Andrade |
| Penny        | Miley Cyrus      | Bruna Laynes        |
| Mittens      | Susie Essman     | Maria Clara Gueiros |
| Rhino        | Mark Walton      | Leandro Hassum      |
| Dr. Calico   | Malcolm McDowell | Mauro Ramos         |
| O Agente     | Greg Germann     | Márcio Simões       |
| Mindy Parker | Kari Wahlgren    | Andrea Murucci      |
| Pai da Penny | Sean Donnellan   | Guilherme Briggs    |
| Mãe da Penny | Grey DeLisle     | Carla Pompilio      |
| Blake        | Nick Swardson    | Alexandre Moreno    |

## Enredo
Uma garota chamada Penny (Miley Cyrus) e um cão chamado Bolt (John Travolta) da raça Pastor-branco-americano são estrelas de uma série de TV chamada "Bolt" em que o personagem principal tem vários superpoderes e precisa frustrar constantemente os planos malignos do Dr. Calico (Malcolm McDowell). Para ganhar um desempenho mais realista, os produtores do programa de TV iludem Bolt desde seu nascimento, organizando as filmagens de forma que Bolt acredita que o programa de televisão é real e ele realmente tem superpoderes. Em um dia de filmagens Penny é raptada por Dr. Calico, e Bolt continua sendo enganado, pensando que tudo é real. À procura de Penny, Bolt foge do set de filmagens e entra em uma sala, mas cai em uma caixa de flocos de isopor e é acidentalmente enviado para Nova York. Em Nova York, Bolt começa a perceber que seus superpoderes não estão funcionando e conclui que o isopor tem algum efeito sobre seu corpo. Ele então conhece Mittens (Susie Essman), uma gata de rua malandra que obriga diversos pombos a buscarem comida para ela. Bolt força Mittens a ajudá-lo a voltar para Hollywood, e depois de Bolt bate Mittens inconsciente os dois começam sua viagem para o oeste em um caminhão. Em Hollywood, Penny está profundamente triste pelo desaparecimento de Bolt, mas é convencida pelo estúdio a continuar as filmagens com um novo cachorro parecido com o Bolt verdadeiro.
Surpreso com suas primeiras sensações de dor e fome, Bolt é mostrado por Mittens como ser um cão bonito, mas necessitado, e é recompensada por alimentos. Eles encontram Rhino (Mark Walton), um destemido hamster obcecado por televisão que é fã de Bolt, e formam uma equipe. Mittens tenta convencer Bolt que seus superpoderes não são reais, mas a discussão é interrompida pela chegada do Controle Animal, que captura os dois e os transporta para um abrigo de animais. Depois de ser libertado em rota por Rhino, Bolt finalmente se convence que é apenas um cão normal, mas recupera sua confiança após Rhino conversar com ele. Eles salvam Mittens do abrigo e escapam, permitindo-lhes continuar sua jornada. Ao longo do caminho, Mittens ensina a Bolt atividades típicas de cães (como colocar a cabeça foram da janela de um carro em movimento), mas Mittens se recusa a ir mais longe do que Las Vegas. Ela diz que os donos de Bolt que estão em Hollywood não são verdadeiros. Seu discurso emocional revela que ela era uma vez uma gata doméstica, mas foi abandonada por seu proprietário e precisou enfrentar as ruas sozinha. Bolt se recusa a acreditar que Penny não o ama, e continua sozinho, deixando Mittens e Rhino sozinhos. Mais tarde, Mittens convence que devem ajudá-lo, e os dois partem para encontrar Bolt novamente.
Bolt chega ao estúdio e encontra Penny abraçando outro cachorro. Sem saber que Penny ainda sente falta dele e que sua afeição pelo cachorro que o substituiu no seriado é apenas uma parte de um ensaio para o show, ele fica com o coração partido. Mittens, escondida no estúdio, vê o que Bolt não viu: Penny dizendo para sua mãe o quanto ela sente falta de Bolt. Percebendo que Penny realmente ama o verdadeiro Bolt, Mittens o segue e conta a ele o que viu. Ao mesmo tempo, o cão substituto de Bolt durante as filmagens acidentalmente derruba algumas tochas de fogo, preparando o palco de fogo com Penny lá dentro. Bolt chega e se reúne com Penny dentro do estúdio em chamas, mas não podem sair. Em desespero e não disposto a abandonar Penny, Bolt usa seu "Super Rugido". Os bombeiros ouvem o barulho através da construção de saída de ar e conseguem resgatá-los.
Penny adota Mittens e Rhino. Ela e sua família mudam-se para uma casa rural para desfrutar de um estilo de vida simples e feliz com Bolt e seus novos animais de estimação. A serie de TV continua, mas "Bolt" e "Penny" são substituídos. A nova "Penny" possui lesões graves e necessita de cirurgia para reconstrução facial, e é adotada uma nova história sobre abdução alienígena (que Rhino considera irrealista e Bolt acha "ridícula"). As cenas durante os créditos mostram Bolt, Penny, sua mãe, Mittens e Rhino desfrutando sua nova vida juntos.

## Produção

### Desenvolvimento
Originalmente, o projeto do filme era chamado de American Dog, que foi escrito e dirigido por Chris Sanders. Mais tarde Chris Sanders é substituído por Chris Williams e Byron Howard. A trama anterior do filme contava a história de um cão chamado Henry, uma estrela de TV, que um dia encontra-se encalhado no deserto de Nevada, com um gato de um olho só e um coelho. Em 2006, quando John Lasseter se tornou diretor criativo da Walt Disney Animation Studios, juntamente com outros diretores, adotaram a ideia e deram sugestões a Chris Sanders para melhorar a história. De acordo com Lasseter, Chris Sanders é extremamente talentoso e só foi substituído porque discordou das sugestões. Em 8 de junho de 2007, a Disney anunciou o filme, agora com o roteiro e o titulo alterado, seria lançado em 21 de novembro de 2008 em Disney Digital 3-D.

### Animação
O visual do filme foi inspirado nas pinturas de Edward Hopper e na cinematografia de Vilmos Zsigmond. Uma nova tecnologia foi usada para dar uma aparência especial, uma técnica também usada em 2010, no filme Enrolados.
O estilo gráfico do filme foi inspirado, em grande parte, no trabalho do artista plástico norte-americano Edward Hopper. Além disso, uma nova tecnologia de computação gráfica, a renderização não-fotorealística (non-photorealistic rendering-NPR) foi usada para conferir ao filme um visual diferente dos outros filmes feitos com computação gráfica. Para dar aos cenários em 3-D uma aparência de pintados à mão, a equipe de produção utilizou uma nova tecnologia desenvolvida especialmente para a produção.
As características de Bolt são baseadas em uma raça verdadeira canina, embora os designers da Walt Disney Animation Studios tenham se inspirado na raça White Shepherd (Tradução: Pastor-branco-suíço). Joe Moshier, um dos principais animadores do estúdio descordou, e disse que a raça tem orelhas muito cumpridas e são muito grandes, uma característica que segundo ele tentou retirar do longa, assim permitindo aos designers e animadores a enfatizar as expressividades de Bolt.
A ideia do Rhino, o hamster na bolinha de plástico, foi do produtor executivo John Lasseter, que foi levado para um retiro animadores durante a produção do filme.

## Música
A trilha sonora de Bolt foi composta por John Powell. A trilha sonora conta com duas canções originais - "I Thought I Lost You" cantada por Miley Cyrus e John Travolta (nomeado para um Globo de Ouro de Melhor Canção Original em 2009), bem como "Barking at the Moon", de Rilo Kiley interpretado por Jenny Lewis. A trilha sonora foi lançada em 18 de novembro de 2008.
Embora a canção "Dog-Face Boy" de Motörhead, não pareça estar no filme, ela aparece na cena em que Bolt tenta pular por uma janela de vidro e barroa nela e cai em uma caixa cheia de isopor, ele é "empacotado" e enviado para Nova Iorque.
Todas as faixas escritas e compostas por John Powell, exceto as que contem obs. 
| N.º            | Título                                       | Artista                    | Duração |  |
| 1.             | "I Thought I Lost You"                       | Miley Cyrus, John Travolta | 3:36    |  |
| 2.             | "Barking at the Moon"                        | Jenny Lewis                | 3:17    |  |
| 3.             | "Meet Bolt"                                  |                            | 1:49    |  |
| 4.             | "Bolt Transforms"                            |                            | 1:00    |  |
| 5.             | "Scooter Chase"                              |                            | 2:29    |  |
| 6.             | "New York"                                   |                            | 1:44    |  |
| 7.             | "Meet Mittens"                               |                            | 1:25    |  |
| 8.             | "The RV Park"                                |                            | 2:14    |  |
| 9.             | "A Fast Train"                               |                            | 2:38    |  |
| 10.            | "Where Were You on St. Rhino's Day?"         |                            | 1:58    |  |
| 11.            | "Sing-Along Rhino"                           |                            | 0:42    |  |
| 12.            | "Saving Mittens"                             |                            | 1:02    |  |
| 13.            | "House on Wheels"                            |                            | 3:07    |  |
| 14.            | "Las Vegas"                                  |                            | 2:01    |  |
| 15.            | "A Friend in Need"                           |                            | 1:13    |  |
| 16.            | "Rescuing Penny"                             |                            | 3:09    |  |
| 17.            | "A Real Life Superbark"                      |                            | 0:46    |  |
| 18.            | "Unbelievable TV"                            |                            | 1:20    |  |
| 19.            | "Home at Last/Barking at the Moon (Reprise)" | Jenny Lewis                | 1:29    |  |
| Duração total: | Duração total:                               | Duração total:             | 36:59   |  |

## Recepção

### Crítica
Rotten Tomatoes relatou que 89% dos críticos deram opiniões positivas 178 opiniões. outro site, chamado Metacritic, deu ao filme uma aprovação de 67/100 classificação com base em 29 opiniões a seguir sob a categoria "críticas geralmente favoráveis".
As criticas do site brasileiro CinePOP, também foram positivas. O critico Edu Fernandes deu 4 estrelas para a animação da Walt Disney, relatou que os erros não foram da Disney, mas sim da equipe de dublagem brasileira, pois contrataram celebridades que não são profissionais no ramo da dublagem, segundo ele, essas celebridades apenas roubaram o emprego de dubladores profissionais, são eles Leandro Hassum e Maria Clara Gueiros, que na época tinham iniciado sua carreira como dubladores. Edu Fernandes, falou mais, segundo ele Walt Disney estava ladeira abaixo, na época de lançamento da animação, e ela estava voltando ao grau que todos esperavam desde o lançamento de A Família do Futuro de 2007.

### Bilheteria
Em sua primeira semana, o filme ficou em terceiro lugar com $26,223,128 por trás de Crepúsculo e Quantum of Solace. Em sua segunda semana, subiu para segundo atrás Four Christmases com um aumento de 1,4%. Nos Estados Unidos e no Canadá, o filme arrecadou US $114,053,579 por sua data de encerramento em 22 de fevereiro de 2009. Já no Brasil, foram vendidos 1.072.543 ingressos, arrecadando mais de R$ 4,640,182. Um adicional de 195.926.415 de dólares foi feita internacionalmente a partir de 2 de janeiro de 2011, para um total mundial de US $309,979,994.

## Estreias

### EmBlu-Ray
- Estados Unidos: 22 de março de 2009[26]

## Jogo eletrônico
A Disney Interactive Studios produziu um game baseado no filme, lançado em novembro de 2008 para Nintendo DS, Wii, PlayStation 2, PlayStation 3, Xbox 360 e PC, o jogo centraliza na vida de Bolt na TV, um outro jogo separado foi lançado para celulares um terceiro (não oficial) para iPhone e esta disponível na App Store.